# Municipio de Flowing
El municipio de Flowing (en inglés: Flowing Township) es un municipio ubicado en el condado de Clay en el estado estadounidense de Minnesota. En el año 2010 tenía una población de 77 habitantes y una densidad poblacional de 0,83 personas por km².

## Geografía
El municipio de Flowing se encuentra ubicado en las coordenadas 47°1′38″N 96°30′46″O / 47.02722, -96.51278. Según la Oficina del Censo de los Estados Unidos, el municipio tiene una superficie total de 93.13 km², de la cual 93,06 km² corresponden a tierra firme y (0,08 %) 0,07 km² es agua.

## Demografía
Según el censo de 2010, había 77 personas residiendo en el municipio de Flowing. La densidad de población era de 0,83 hab./km². De los 77 habitantes, el municipio de Flowing estaba compuesto por el 97,4 % blancos, el 1,3 % eran asiáticos y el 1,3 % eran de una mezcla de razas. Del total de la población el 0 % eran hispanos o latinos de cualquier raza.